# ACT Aberdeen
El Aberdeen Arts Centre (Centro de artes de Aberdeen), antes llamado ACT Aberdeen , es un centro cultural y teatro en Aberdeen, Escocia. Ubicado sobre King St., en su origen era el edificio de la iglesia North (North Church), construida entre 1829 y 1830. A partir de la década de 1950 se convirtió en sede del centro de artes.
El auditorio de 350 plazas acoge regularmente eventos musicales y teatrales y es el foco de gran parte de las actividades amateurs dramáticas de Aberdeen.
El teatro tiene dos niveles, con una parte superior y una galería inferior para el público. Hay un pequeño espacio para la orquesta y detrás del escenario hay vestuarios y sitios de ensayos para los conciertos y otros proyectos, tales como grupos de teatro locales.